# Muckers (jeu)
 (décembre 2013).
Si vous disposez d'ouvrages ou d'articles de référence ou si vous connaissez des sites web de qualité traitant du thème abordé ici, merci de compléter l'article en donnant les références utiles à sa vérifiabilité et en les liant à la section « Notes et références ».
Muckers, également connu sous les noms d'« anneaux jetés » ou « fers à cheval circulaires », est un jeu de plein air, généralement joué dans les camps d'été. Les joueurs lancer à tour de rôle des anneaux circulaires sur un bâton, haut de 30 cm. Il s'agit d'un variation de "Quoits" (un jeu anglais) et fers à cheval.

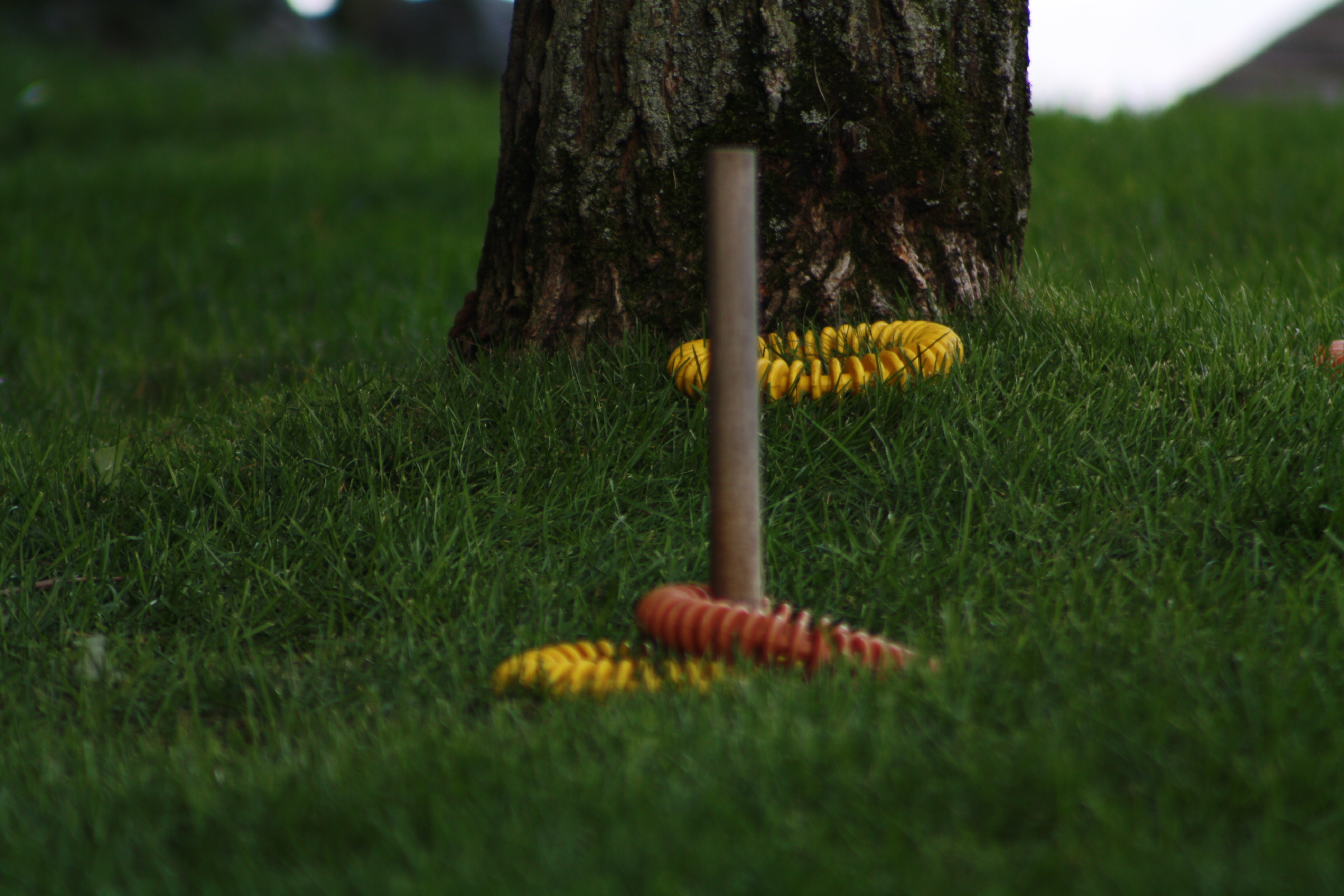
Muckers sur un bâton, pendant un jeu du Muckers

## Règles

### Équipement
Jeux du Muckers sont joués avec des anneaux et des bâtons. Sous Muckers les anneaux sont appelées "Muckers."

#### Muckers
Muckers sont typiquement 13cm de diamètre et sont constituées d'un matériau caoutchouteux ou ils peuvent être en bois. Jeux du Muckers sont joués avec deux ensembles de deux muckers. Les ensembles sont différenciés par la couleur.

#### Bâtons
Muckers jeux sont joués avec deux batons. Les bâtons sont généralement en bois et ils tiennent sur 30cm élevé à partir du sol.

### Arrangements
Sticks sont érigés à trois à six mètres de l'autre.

### Où jouer
Tout des jeux du Muckers sont sur l'herbe ou le sable.

### Système de jeu
Jeux du Muckers peuvent être joués soit avec deux équipes de deux personnes ou deux personnes seulement.
Les jeux sont constitués de tours. Un tour est terminé quand les deux lanceurs sur un côté à jeter deux muckers. Les lanceurs peuvent jeter le mucker de n'importe où derrière le bâton. Si un pied d'un lanceur est en face du bâton, le joueur(s) adverse peut appeler une faute de pied, révoquant ainsi la touche du lanceur. Le lanceur qui a marqué dans le tour précédent, il (ou son coéquipier ) jette la première fois dans le tour suivant. Si les deux lanceur n'a pas reçu des points, l'ordre dans lequel les équipes ont jeté dans le tour précédent reste le même dans le tour suivant. Il n'y a pas de limite au nombre des tours sur un jeu de Muckers.

### Notation
Les jeux sont jusqu'à 21 points ou 11 points.
Méthodes de notation :
- Quand un mucker atterrit au bâton au sein de la distance d'un mucker, le lanceur reçoit un point pour son équipe.
- Quand un mucker se penche sur un bâton alors qu'il est étendu sur un autre mucker et qu'il ne touche pas le sol, le lanceur reçoit deux points. Cette méthode d'obtenir des points est appelé un flotteur.
- Quand un mucker se penche (pas seulement toucher) sur le bâton, le lanceur reçoit trois points pour son équipe. Cette méthode d'obtenir des points est appelé un maigre.
- Quand un mucker atterrit sur le bâton, le lanceur est accordé cinq points. Cette méthode d'obtenir des points est appelé un mucker.
- Quand un mucker est accroché au sommet du bâton et ne touche pas le sol, le lanceur obtient une victoire automatique (parce que cetter méthode est rare.) Cette méthode d'obtenir des points est appelé un cintre.
- SPÉCIAL, en jouant avec muckers en caoutchouc, si le mucker est inversée pour être une forme non circulaire et un mucker est marqué, le lanceur est décerné huit points. Cette méthode d'obtenir des points est appelé un mucker pomme de terre.

À chaque tour, seulement une équipe peut recevoir des points.
- Si un seul point est marqué par les deux équipes, le mucker plus près est celui qui compte pour les points. Si une équipe a les deux plus proches muckers, alors qu'ils recevront deux points. Si les muckers des deux équipes touchent le bâton, aucun point n'est accordé.
- Si un flotteur est marqué par les deux équipes, le mucker supérieur est celui qui compte pour les points. Si une équipe a les deux plus hautes muckers, puis ils recevront quatre points. Si les muckers des deux équipes sont à la même hauteur, aucun point n'est accordé.
- Si un maigre est marqué par les deux équipes, le mucker supérieur est celui qui compte pour les points. Si une équipe a les deux plus hautes muckers, puis ils recevront six points. Si les muckers des deux équipes sont à la même hauteur, aucun point n'est accordé.
- Si un mucker est marqué par les deux équipes, l'une au-dessus est la seule qui compte pour les points. Cependant, il est une règles spéciale pour un mucker sur un autre mucker. Lorsque cela se produit l'équipe avec une tête reçoit des points pour tous les muckers. Par exemple, s'il ya deux muckers 10 points sont attribués.

Si deux méthodes de cotation d'une valeur différentes se produisent dans le même tour, la méthode plus grande valeur est prise en compte. Par exemple, si une équipe obtient un maigre et l'autre un mucker, l'équipe qui a lancé la mucker est attribué des points.